# كريستينا إم. جونسون
كريستينا إم. جونسون (بالإنجليزية: Kristina M. Johnson) (و. 1958  م) هي مهندسة أمريكية، ولدت في سانت لويس، ميزوري.

## التعليم
تعلمت في جامعة ستانفورد
.

## جوائز
حصلت على جوائز منها:
- عضوية قاعة مشاهير نساء كولورادو [الإنجليزية]‏ (2014)
- جائزة مركز أنيتا برج للمرأة والتكنولوجيا [الإنجليزية]‏ (2010)[12]
- وسام جون فريتز (2008)
- Society of Women Engineers Achievement Award ‏ (2004)
- قاعة مشاهير النساء العاملات في مجال التقانة  [لغات أخرى]‏ (2003)
- International Dennis Gabor Award [الإنجليزية]‏ (1993)
- المرأة في التكنولوجيا الدولية
- القاعة الوطنية للمخترعين المشاهير
- زمالة جمعية البصريات الأمريكية [الإنجليزية]‏